# Psicologia e direitos humanos
Psicologia e direitos humanos, a rigor reúne o conjunto das contribuições da psicologia à essa área do direito, que pode ser contextualizada historicamente e deve ser compreendida no âmbito do direito natural. Segundo Montoro  numa perspectiva da teoria do direito a psicologia se insere como tendência ou corrente teórica do naturalismo jurídico ao lado das correntes fisicistas e biologistas. 
O naturalismo jurídico, ainda segundo este autor, é o estudo que reduz o direito a uma realidade natural ou física, em paralelo ao formalismo e culturalismo jurídico, esta última abrangendo a interface com as ciências sociais a exemplo da sociologia e antropologia jurídica. Dentre as obras e "escolas" de psicologia relevantes pra essa corrente psicológica do "direito natural",  Montoro (o.c. p.86) destaca as contribuições do criminologista e psicólogo francês Gabriel Tarde (1843-1904); de Sigmund Freud (1856-1939) especialmente a extensão da teoria psicanalítica ao plano social; do behaviorista Richard Lazarus (1922-2002); George Mead (1863-1931) autor de "Mente, Self e Sociedade do Ponto De Vista de um Behaviorista Social" e da psicologia social onde destaca as contribuições de William McDougall (1871-1938), os estudos sobre multidões de Gustave Le Bon (1841-1931), Scipio Sighele (1868-1913) e, naturalmente, as clássicas contribuições de Wilhelm Wundt (1832-1920). 
Contudo, a psicologia dos direitos humanos, é mais do que uma aplicação da psicologia, pois o objeto deste ramo da ciência jurídica que constitui os direitos humanos está compreendido como diretriz do próprio Código de ética do Psicólogo onde se lê:
O psicólogo baseará o seu trabalho no respeito e na promoção da liberdade, da dignidade, da igualdade e da integridade do ser humano, apoiado nos valores que embasam a Declaração Universal dos Direitos Humanos. (Art. 1º do Código de Ética Profissional do Psicólogo )
A interface da Psicologia com esta esfera do Direito, conquistada sob as duras penas de um pós-guerra que gerou o seu principal códice: a Declaração Universal dos Direitos Humanos e que ainda guarda profundas relações com as origens da Ética e Moral enquanto disciplinas afins, é a área de abrangência da psicologia dos direitos humanos. 
Pode ser definida, apesar do constante processo de avaliação/ reavaliação da psicologia decorrente de sua própria história e diversidade epistemológica, um campo de trabalho a ser explorado por diversos profissionais da Psicologia e mesmo como fundamentação do desenvolvimento dessa demanda, com a qual se comprometeu em seu código de ética profissional. 

## Psicologia e ciência jurídica
A Psicologia ou "psicologias" tal com a concebemos hoje, face a multiplicidade de escolas e correntes teóricas possui diversas vertentes na sua aplicação aos assuntos relacionados ao Direito. Enrico Ferri (1856 – 1929) delimitando o estudo do delinquente que ao seu ver é o protagonista da justiça penal já determinou a formação de quatro ramos da ciência para sua observação e estudo: a psicologia criminal; a psicologia judiciária; a psicologia carcerária e Psicologia forense (Legal). 
A especificidade das questões fundamentais dos direitos humanos ou seja os direitos civis, políticos, econômicos, sociais e culturais ou difusos e coletivos, por sua vez, exige dos profissionais dessa área,  juristas ou psicólogos,  conhecimentos cada vez mais especializados para tarefa de compreender o que trouxe a psicologia ao entendimento dessa questão e contribuir para conquista real e efetiva desses direitos que garantem a vida e a dignidade humana, pelo menos enquanto um ideal ser atingido plenamente por todos os povos e todas as nações. 
Entre recentes aplicações podem ser citados a psicopatologia da carga de trabalho ou psicopatologia trabalhista a psicologia aplicada à produção de um testemunho sem dano, no caso de depoimento de menores e mesmo a necessidade de se pensar estratégias internacionais que inibissem novos genocídios nas proporções ocorridas na Segunda Guerra Mundial que conduziu a Psicologia como ciência e profissão, mais especificamente a psicologia social e a ciência dos Direitos Humanos, enquanto conquista dos direitos, deveres e cidadania para todos, a um mesmo objeto. 
O desenvolvimento de uma psicologia "política", capaz de intervir nos fatores condicionantes e determinantes do sofrimento individual seja eles costumes, tradições que interferem nos direitos da mulher, da criança, dos portadores de necessidades especiais ou vítimas do racismo, por exemplo, só compreensíveis à luz da antropologia, e mesmo os fatores econômicos e sociais que determinam a pobreza, é o que é  objeto comum ao Direito e a Psicologia dessa "nova" inter-disciplina.
Segundo Rosato  os principais fundamentos dos Direitos Humanos dizem respeito à igualdade e à dignidade humana são uma conquista da modernidade, apesar dos precursores é uma noção estranha aos antigos. Um exemplo das novas conquista desta inter-disciplina, a psicologia dos direitos humanos, é o Movimento de Luta Antimanicomial, segundo ela, nítida expressão da proximidade entre a Psicologia e Direitos Humanos,  após décadas de violações de direitos em instituições psiquiátricas, os trabalhadores dos serviços, usuários e familiares se organizaram para enfrentar uma realidade cotidiana de violência e arbitrariedade.

## Contribuições específicas
A psicologia enquanto "análise do comportamento", busca por meio do modelo causal de seleção por consequência, compreender quais os aspectos estão envolvidos na postura e conjunto de ações e reações (comportamento)  de uma pessoa.  A liberdade do indivíduo é relativa, a história da espécie, do individuo e da cultura são variáveis indispensáveis para analisar as atitudes dos comportamentos humanos em coletividade e permitir assim vislumbrar possível politicas a ser tomadas, seja ela de condução educativa, reforçadora e/ou punitiva. 
A psicanálise por sua vez se estrutura através da linguagem e é através da palavra que o indivíduo organiza sua história ("escolhe" sintomas) ou se liberta da angústia, do sofrimento. 
Demarcar o direito natural nas origens da humanidade ou da mente humana pode ser considerado a principal contribuição de S. Freud (Psicanálise) para os Direitos Humanos. No livro Totem e Tabu (1913), Freud analisa as estruturas naturais, as relações de parentesco e os tabus sobre o incesto, que se constituem não somente através da cultura e da linguagem, mas, fundamentam-se na natureza da psique humana.  Logo, o direito natural é a defesa da própria vida, da família como a conhecemos, e é na especificidade humana que se fundamenta o direito natural para a Psicanálise.